# Château de Bonson
Le petit château de Bonson, dont la partie la plus ancienne est datée de 1686, est situé au centre de l'ancien bourg de Bonson (Loire).

## Histoire
Le bâtiment est, à l'origine, l'habitation très rustique de la famille Sauveterre. Hérité par les Gonyn de Forette au début du XVIIIe siècle, il devient alors domaine agricole puis rendez-vous de chasse de cette famille qui le transforme en propriété de plaisance en 1818. Bonson passe ensuite par mariage à la famille Praire de Neysieux dont les actuels propriétaires sont les descendants.
L'orangerie remarquable par ses vingt quatre baies arrondies et le parc orné d'arbres aux essences rares (libocèdres, cyprès chauves, cèdres de l'Atlas, etc.) furent créés au XIXe siècle. Ils entourent l'ancienne église du village construite au Moyen Âge. Celle-ci, connue sous le vocable de Notre-Dame, est un lieu de pèlerinage très fréquenté. 
Datée des XIe, XVe et XVIe siècles, elle a été inscrite à l'inventaire supplémentaire des monuments historiques par arrêté du 3 novembre 1987.Le parc est traversé dans toute sa longueur par un ruisseau qui a pour nom "La Benédiction". Il s'agit d'un ancien bief créé en amont, par les prieurs de Saint-Rambert en Forez pour activer leurs moulins. Au fond du parc, les eaux de la Bénédiction se jettent dans la rivière "Le Bonson", affluent de la Loire.